# Mark Connors
Mark Connors (Brisbane, 17 maggio 1971) è un ex rugbista a 15 australiano, seconda - terza linea, campione del mondo con gli Wallabies nel 1999.

## Biografia
Nativo di Brisbane, nel Queensland, Connors rappresentò dal 1994 al 2002 la relativa Federazione nell'ambito del campionato provinciale australiano e, dal 1996, fu anche professionista per la franchise dei Reds.
Tra Super Rugby e campionato provinciale assommò un totale di 134 presenze per il Queensland, che a tutto il 2010 ne fanno il secondo giocatore per presenze dopo Sean Hardman.
Esordì in Nazionale australiana nel 1999 contro l'Argentina e pochi mesi dopo fu titolare nella Coppa del Mondo di rugby 1999 che si tenne nel Regno Unito: ivi disputò sei incontri e si laureò campione del mondo, battendo in finale a Cardiff la Francia.
Tra il 1999 e il 2000 disputò 20 incontri in Nazionale, con due mete.
Nel 2002 si accordò con il Bath per un trasferimento in Inghilterra, ma il club, adducendo un mancato rispetto contrattuale (Connors non si sarebbe presentato in tempo, a causa del ritardo della federazione australiana a concedere il nulla-osta al trasferimento), rescisse unilateralmente il contratto.
Si fece allora avanti il Northampton che mise sotto contratto Connors per due stagioni, anche se il giocatore preannunciò ugualmente una denuncia contro il Bath per risarcimento di mancati introiti di circa 300.000 sterline, avendo egli rinunciato al suo lavoro di avvocato e venduto casa e automobile per trasferirsi in Inghilterra.
Terminato il biennio inglese, si trasferì per un anno in Giappone al Suntory in Top League e, nel 2006, tornò ai Reds, per i quali firmò per una stagione, la sua ultima.
All'attivo di Connors figurano anche alcuni inviti nei Barbarians, dei quali è stato anche capitano.

## Palmarès
- Coppe del mondo: 1
Australia: 1999